# Élections régionales de 2010 en Bretagne
Pour un article plus général, voir Élections régionales françaises de 2010.
Les élections régionales ont eu lieu les 14 et 21 mars 2010.

## Mode d'élection
Le mode de scrutin est fixé par le code électoral. Il précise que les conseillers régionaux sont élus tous les six ans.
Les conseillers régionaux sont élus dans chaque région au scrutin de liste à deux tours sans adjonction ni suppression de noms et sans modification de l'ordre de présentation. Chaque liste est constituée d'autant de sections qu'il y a de départements dans la région.
Si une liste a recueilli la majorité absolue des suffrages exprimés au premier tour, le quart des sièges lui est attribué. Le reste est réparti à la proportionnelle suivant la règle de la plus forte moyenne. Une liste ayant obtenu moins de 5 % des suffrages exprimés ne peut se voir attribuer un siège.
Sinon on procède à un second tour où peuvent se présenter les listes ayant obtenu 10 % des suffrages exprimés. La composition de ces listes peut être modifiée pour comprendre les candidats ayant figuré au premier tour sur d’autres listes, sous réserve que celles-ci aient obtenu au premier tour au moins 5 % des suffrages exprimés et ne se présentent pas au second tour. À l’issue du second tour, les sièges sont répartis de la même façon.
Les sièges étant attribués à chaque liste, on effectue ensuite la répartition entre les sections départementales, au prorata des voix obtenues par la liste dans chaque département.

## Résultats de 2004
| Tête de liste Étiquette politique (partis et alliances) | Tête de liste Étiquette politique (partis et alliances)     | Premier tour | Premier tour | Second tour | Second tour | Sièges | Sièges |  |
| Tête de liste Étiquette politique (partis et alliances) | Tête de liste Étiquette politique (partis et alliances)     | Voix         | %            | Voix        | %           | Nombre | %      |  |
| ------------------------------------------------------- | ----------------------------------------------------------- | ------------ | ------------ | ----------- | ----------- | ------ | ------ |  |
|                                                         | Jean-Yves Le Drian Parti socialiste (PCF - PRG)             | 521 823      | 38,47        | 840 989     | 58,78       | 58     | 69,90  |  |
|                                                         | Pascale Loget Les Verts (UDB)                               | 131 550      | 9,70         | 840 989     | 58,78       | 58     | 69,90  |  |
|                                                         | Josselin de Rohan sortant Union pour un mouvement populaire | 347 134      | 25,59        | 589 637     | 41,22       | 25     | 30,10  |  |
|                                                         | Bruno Joncour Union pour la démocratie française            | 150 078      | 11,06        | 589 637     | 41,22       | 25     | 30,10  |  |
|                                                         | Brigitte Neveux Front national                              | 114 926      | 8,47         |             |             |        |        |  |
|                                                         | Françoise Dubu Ligue communiste révolutionnaire (LO)        | 64 868       | 4,78         |             |             |        |        |  |
|                                                         | Lionel David Mouvement national républicain                 | 26 074       | 1,92         |             |             |        |        |  |
|                                                         |                                                             |              |              |             |             |        |        |  |
| Inscrits                                                | Inscrits                                                    | 2 207 064    | 100,00       | 2 206 047   | 100,00      |        |        |  |
| Abstentions                                             | Abstentions                                                 | 785 758      | 35,60        | 708 830     | 32,13       |        |        |  |
| Votants                                                 | Votants                                                     | 1 421 306    | 64,40        | 1 497 217   | 67,87       |        |        |  |
| Blancs et nuls                                          | Blancs et nuls                                              | 64 853       | 4,56         | 66 591      | 4,45        |        |        |  |
| Exprimés                                                | Exprimés                                                    | 1 356 453    | 95,44        | 1 430 626   | 95,55       |        |        |  |

Malgré l'absence du FN au second tour, ce fief historique de la droite de gouvernement bascule pour la première fois à gauche avec la victoire du socialiste Jean-Yves Le Drian, rallié entre les deux tours par les Verts et les régionalistes autonomistes de l'Union démocratique bretonne (UDB), avec 58,79 % des voix, contre seulement 41,21 % à l'UMP, rejoint pour sa part entre les deux tours par l'UDF, de Josselin de Rohan, qui présidait le Conseil régional depuis 1998.

## Contexte régional
Trois ans plus tard, à l'occasion de l'élection présidentielle, Ségolène Royal devance dans la région de plus de cinq points Nicolas Sarkozy, pourtant nettement élu au niveau national.
En 2009, aux élections européennes, la gauche parlementaire (PS-EÉ-FG) totalisaient 40,7 % des suffrages devançant ainsi la majorité présidentielle (UMP-MPF) qui recueille 32,4 %, viennent ensuite le centre (MoDem) avec 9,7 %, l'extrême gauche avec 6,7 % et l'extrême droite avec 3,0 %. À noter également que la liste Europe Écologie fut légèrement devant celle du parti socialiste (17,95 % contre 17,70 %).

### À gauche: Le Drian candidat à sa succession
De nouveau candidat en 2010, le président socialiste sortant Jean-Yves Le Drian est donné grand favori. Comme en 2004, et malgré le choix fait dans 16 des 21 autres régions de former des listes Front de gauche avec le Parti de gauche (PG) indépendantes du PS, les militants des quatre fédérations bretonnes du PCF s'expriment lors de deux votes internes organisés en novembre 2009 puis en janvier 2010 en faveur d'une alliance dès le premier tour avec les socialistes de Jean-Yves Le Drian, successivement à 57 puis à 63,8 % des suffrages exprimés. Néanmoins, les partisans de la logique du Front de gauche, menés par le conseiller général et maire d'Hennebont, dans le Morbihan, Gérard Perron, et critiquant la « hiérarchie régionale et les permanents » de leur parti qui, selon eux, « ont usé de pression, de manque de loyauté » lors de la consultation militante, forment une liste dissidentes en s'alliant avec le PG, la Fédération pour une alternative sociale et écologique (FASE) et la Gauche unitaire (GU). De plus, un accord ne peut être trouvé entre le PS et deux de ses alliés traditionnels : le Parti radical de gauche (PRG), qui appelle à voter au premier tour pour Europe Écologie, et le Mouvement républicain et citoyen (MRC).      
Autre composante de la majorité sortante, les Verts et les autonomistes de l'UDB font à nouveau cavaliers seuls au premier tour dans le cadre de l'alliance Europe Écologie. Ils désignent le 7 novembre 2009 l'ancien secrétaire d'État Vert à l'économie solidaire du gouvernement Jospin Guy Hascoët, autrefois implanté politiquement dans le Nord-Pas-de-Calais où il fut conseiller municipal de Lille de 1989 à 1995, vice-président du conseil régional de 1992 à 2004 et député du Nord de 1997 à 2000, avant de se concentrer à partir de 2004 à son activité de consultant en matière de développement durable, en Bretagne.

### À droite: duel Malgorn-Le Guen
À droite, la Majorité présidentielle part unie, mais la constitution des listes ne se fait pas sans difficulté. Le député de la 5e circonscription du Finistère Jacques Le Guen, membre du Club Villepin, seul candidat pour la Bretagne aux « primaires » organisées par l'UMP pour la désignation de ses « chefs de file » chargés de la préparation de l'élection dans chaque région, est donc élu par les militants bretons le 22 mars 2009 avec 72,6 % des suffrages exprimés mais également avec une faible participation (31,96 %). Pourtant, il doit faire face dès le départ à la rivalité de Bernadette Malgorn, ancien préfet de Bretagne et d'Ille-et-Vilaine de 2002 à 2006 puis secrétaire générale du ministère de l'Intérieur de 2006 à 2009. N'ayant pu se présenter au vote interne de mars 2009, n'étant pas membre de l'UMP en raison de ses fonctions officielles antérieures (elle est nommée conseiller maître à la Cour des comptes à compter du 2 mars 2009, n'abandonnant qu'à cette occasion son poste de secrétaire général à l'Intérieur qui, en raison du droit de réserve s'appliquant aux Hauts-fonctionnaires de l'administration chargée de l'organisation des scrutins, l'empêchait d'être adhérente à un quelconque parti politique), elle maintient le doute pendant plusieurs mois sur sa volonté de briguer l'investiture du Comité de liaison de la majorité présidentielle pour être la tête de liste régionale. 
Présentée comme la « candidate de l'Élysée » par les partisans de Jacques Le Guen, elle reçoit également après son entrée officielle en course le 5 octobre 2009 le soutien de plusieurs dirigeants ou comités départementaux des fédérations de l'UMP,,,,,,, mais aussi du Parti radical valoisien et du Nouveau Centre.
La commission nationale d'investiture de l'UMP finit par trancher le 27 novembre 2009 : après avoir envisagé de confier la tête de liste départementale dans le Finistère à Jacques Le Guen en compensation de la perte de la première place régionale, Bernadette Malgorn emporte les deux. Si Jacques Le Guen accepte de se ranger derrière sa rivale en obtenant la deuxième place dans le Finistère, de nouvelles tensions apparaissent par la suite concernant la constitution des listes,.

## Têtes de liste

### Au premier tour
- LO Lutte ouvrière : Valérie Hamon, conductrice de TER Bretagne.
- NPA-AdOC-MOC-MPG[27] Vraiment à Gauche - Liste unitaire, anticapitaliste et pour une écologie radicale : Laurence de Bouard (NPA), cadre infirmière au Centre hospitalier de Carhaix-Plouguer (Finistère).
- Dissidents PCF-PG-FASE-GU Ensemble pour une Bretagne à gauche, solidaire, écologique et citoyenne : Gérard Perron (PCF), maire d'Hennebont (Morbihan), conseiller général du canton d'Hennebont.
- PS-PCF La Bretagne solidaire, créative et responsable avec Jean-Yves Le Drian : Jean-Yves Le Drian (PS), président sortant, ancien député-maire de Lorient (Morbihan) et ancien secrétaire d'État à la Mer du gouvernement d'Édith Cresson (1991-1992).
- EÉ Europe Écologie Bretagne : Guy Hascoët (ex-Vert), ancien député du Nord, ancien vice-président du conseil régional du Nord-Pas-de-Calais (1992-1998) et ancien secrétaire d'État à l'économie solidaire du gouvernement de Lionel Jospin (2000-2002).
- SP Bretagne, Phare du Nouveau Monde : Alexandre Noury.
- MoDem Bretagne au centre : Bruno Joncour, conseiller régional sortant, maire de Saint-Brieuc (Côtes-d'Armor).
- PB-AEI Nous te ferons Bretagne : Christian Troadec (régionaliste), conseiller régional sortant, maire de Carhaix-Plouguer (Finistère).
- Divers agrarisme Terres de Bretagne : Charles Laot, producteur de lait et de porc à Lanildut (Finistère), adhérent de la FDSEA du Finistère.
- Majorité présidentielle Ensemble, dessinons la Bretagne - Liste de la Majorité prsidentielle : Bernadette Malgorn (DVD), haute fonctionnaire, Conseillère maître à la Cour des comptes et ancien préfet, notamment de la Bretagne et de l'Ille-et-Vilaine (2001-2006).
- FN Bretagne Le Pen 2010 : Jean-Paul Félix, secrétaire régional et départemental pour le Morbihan du FN.

### Qualifiées pour le second tour

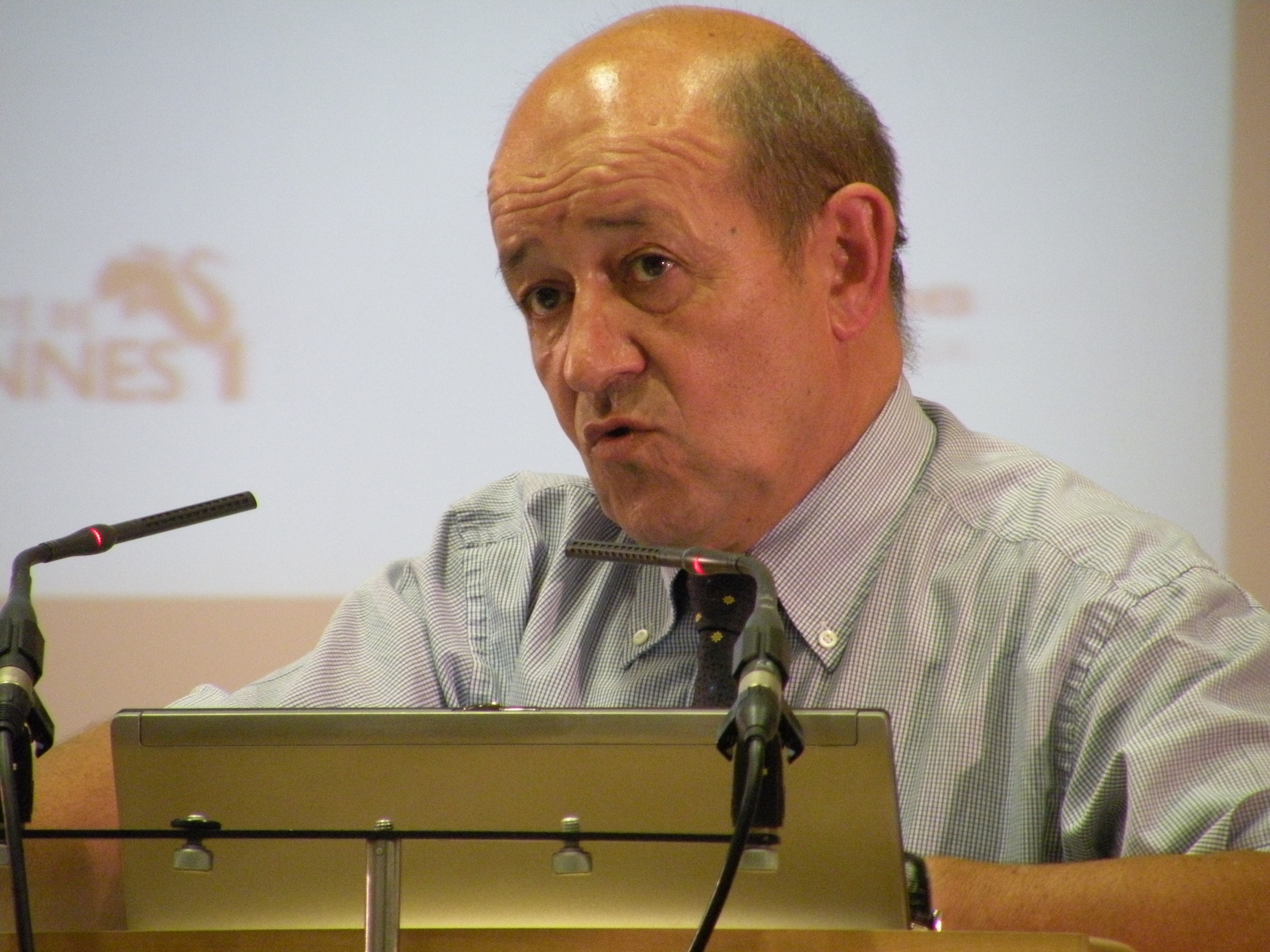
Jean-Yves Le Drian
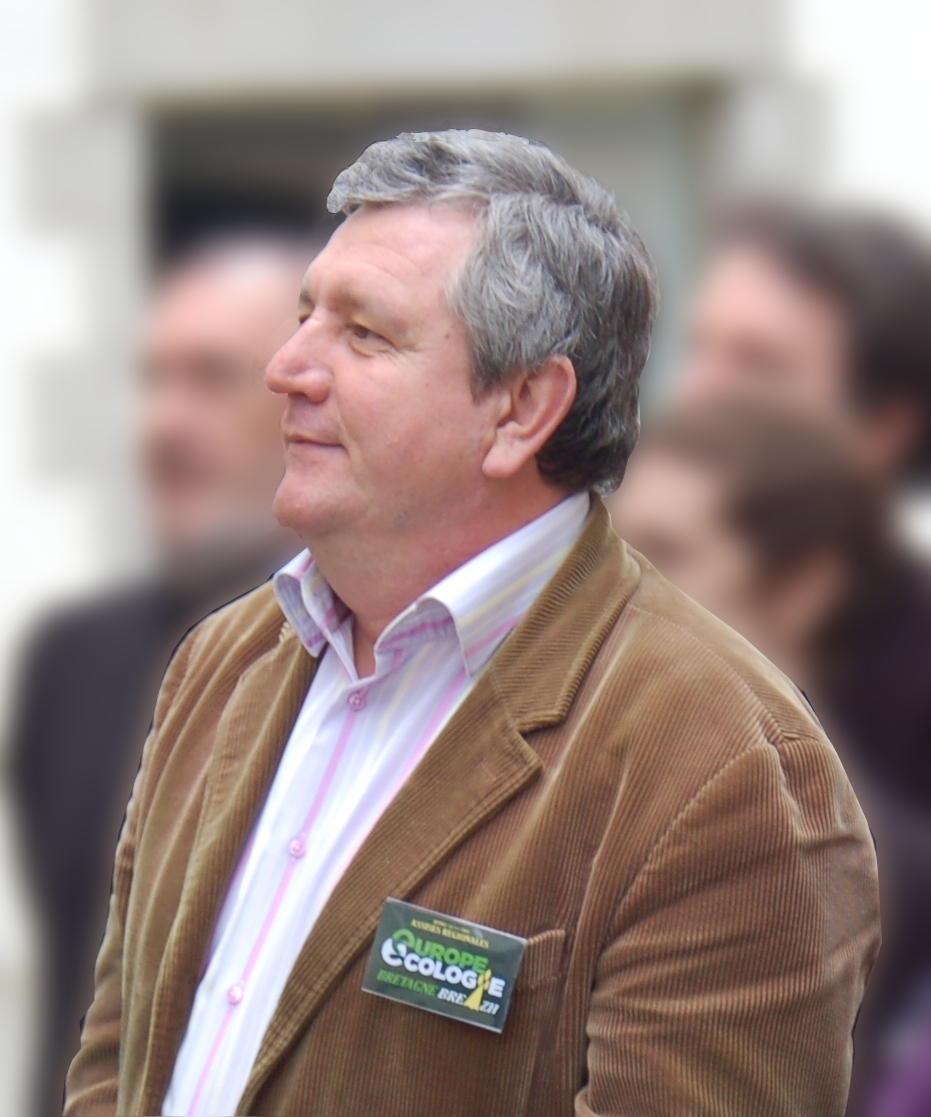
Guy Hascoët
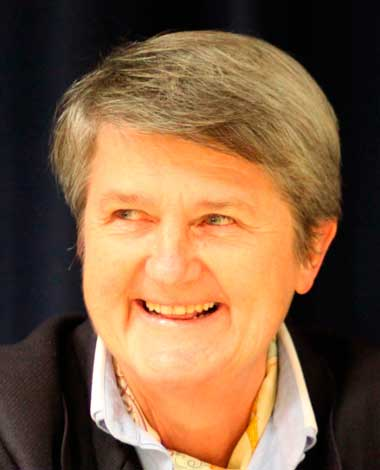
Bernadette Malgorn

La Bretagne est la seule région de France où le PS n'a pas trouvés d'accord avec Europe Écologie. Il y a donc une triangulaire pour le second tour des élections régionales en Bretagne différente des triangulaires habituelle où s'affrontent le PS, le FN et l'UMP.

### Têtes de liste départementale
| Listes | Listes                                  | Côtes-d'Armor                      | Finistère                | Ille-et-Vilaine          | Morbihan                  |
| ------ | --------------------------------------- | ---------------------------------- | ------------------------ | ------------------------ | ------------------------- |
|        | Liste Hamon (LO)                        | Martial Collet                     | André Cherblanc          | Valérie Hamon            | Cyril Le Bail             |
|        | Liste de Bouard (NPA & alliés)          | Xavier Courtay (MPG)               | Laurence de Bouard (NPA) | Françoise Dubu (NPA)     | Jean-Marie Robert (MOC)   |
|        | Liste Perron (Diss. PCF-PG-FASE)        | Régine Mary (FASE)                 | Véronique Blanchet (PCF) | Aurélien Lamercerie (PG) | Annick Monot (GU)         |
|        | Liste Le Drian (PS-PCF)                 | Thierry Burlot (PS)                | Marylise Lebranchu (PS)  | Sylvie Robert (PS)       | Jean-Yves Le Drian (PS)   |
|        | Liste Hascoët (EÉ)                      | Mona Bras (UDB)                    | Janick Moriceau (Verts)  | Guy Hascoët (ex-Vert)    | Anne-Marie Boudou (Verts) |
|        | Liste Noury (SP)                        | Julien Petit                       | Maëlle Mercier           | Alexandre Noury          | Anna Morvant              |
|        | Liste Joncour (MoDem)                   | Bruno Joncour                      | Isabelle Le Bal          | Grégoire Le Blond        | Fabrice Loher             |
|        | Liste Troadec (PB-AEI)                  | Jean-Yves Callac (Divers écologie) | Christian Troadec (DVG)  | Émile Granville (PB)     | Christian Derrien (DVG)   |
|        | Liste Laot (Divers agrarisme)           | Patrick Joyeux                     | Charles Laot             | Christine Lairy          | Yannick Le Borgne         |
|        | Liste Malgorn (Majorité Présidentielle) | Sylvie Guignard (NC)               | Bernadette Malgorn (DVD) | Dominique de Legge (UMP) | David Le Solliec (UMP)    |
|        | Liste Félix (FN)                        | Pierre-Marie Launay                | Marie-Anne Haas          | Cédric Abdilla           | Jean-Paul Félix           |

## Sondages

### Notoriété
En décembre 2009, selon un sondage LH2, 26 % des Bretons citent spontanément Jean-Yves Le Drian lorsqu'on leur demande le nom de leur président de région. Cependant 69 % des habitants de la Région Bretagne, disent connaitre Jean-Yves Le Drian, après que l'institut LH2 ait cité son nom.

### Thèmes prioritaires
Le même sondage LH2 de décembre 2009 classe ainsi, en fonction du choix des personnes interrogées, les thèmes de campagne privilégiés par ces derniers :
- la protection de l’environnement et l’amélioration du cadre de vie : 48 % ;
- le financement et la mise en œuvre de la formation professionnelle et de l’apprentissage : 45 % ;
- le développement économique et l’aide aux entreprises : 40 % ;
- le développement des infrastructures de transports ferroviaires notamment TER : 23 % ;
- la construction et la rénovation des lycées : 20 % ;
- autre : 2 % ;
- ne se prononcent pas : 2 %.

## Résultats

### Régionaux
|                | Jean-Yves Le Drian sortant Parti socialiste (PCF - Bretagne Écologie)     | 408 551   | 37,19  | 600 256   | 50,27  | 52 | 62,65 |  |  |  |  |
|                | Bernadette Malgorn Majorité présidentielle (UMP - NC - MPF - CPNT)        | 260 731   | 23,73  | 386 394   | 32,36  | 20 | 24,10 |  |  |  |  |
|                | Guy Hascoët Europe Écologie (UDB)                                         | 134 161   | 12,21  | 207 435   | 17,37  | 11 | 13,25 |  |  |  |  |
|                | Jean-Paul Félix Front national                                            | 67 895    | 6,18   |           |        |    |       |  |  |  |  |
|                | Bruno Joncour Mouvement démocrate                                         | 58 847    | 5,36   |           |        |    |       |  |  |  |  |
|                | Christian Troadec Parti Breton (AÉI)                                      | 47 109    | 4,29   |           |        |    |       |  |  |  |  |
|                | Gérard Perron diss. Parti communiste français (PG - FASE - Divers gauche) | 38 556    | 3,51   |           |        |    |       |  |  |  |  |
|                | Charles Laot Divers                                                       | 29 021    | 2,64   |           |        |    |       |  |  |  |  |
|                | Laurence de Bouard Nouveau parti anticapitaliste (AdOC - MOC - MPG)       | 27 417    | 2,50   |           |        |    |       |  |  |  |  |
|                | Valérie Hamon Lutte ouvrière                                              | 16 080    | 1,46   |           |        |    |       |  |  |  |  |
|                | Alexandre Noury Divers (Solidarité et progrès)                            | 10 185    | 0,93   |           |        |    |       |  |  |  |  |
|                |                                                                           |           |        |           |        |    |       |  |  |  |  |
| Inscrits       | Inscrits                                                                  | 2 332 894 | 100,00 | 2 332 945 | 100,00 |    |       |  |  |  |  |
| Abstentions    | Abstentions                                                               | 1 193 846 | 51,17  | 1 089 958 | 46,72  |    |       |  |  |  |  |
| Votants        | Votants                                                                   | 1 139 048 | 48,83  | 1 242 987 | 53,28  |    |       |  |  |  |  |
| Blancs et nuls | Blancs et nuls                                                            | 40 495    | 3,56   | 48 902    | 3,93   |    |       |  |  |  |  |
| Exprimés       | Exprimés                                                                  | 1 098 553 | 96,44  | 1 194 085 | 96,07  |    |       |  |  |  |  |

### Départementaux

#### Côtes-d'Armor
|                | Thierry Burlot* (PS)   | PS - PCF - BE                         | 84 226  | 37,83  | 128 903 | 52,90  | 11 | 64,71 |  |  |  |  |
|                | Sylvie Guignard (NC)   | Majorité présidentielle               | 44 054  | 19,78  | 72 844  | 29,89  | 4  | 23,53 |  |  |  |  |
|                | Mona Bras (UDB)        | EÉ (Les Verts - UDB - PRG)            | 25 617  | 11,50  | 41 927  | 17,21  | 2  | 11,76 |  |  |  |  |
|                | Bruno Joncour          | MoDem                                 | 20 743  | 9,32   |         |        |    |       |  |  |  |  |
|                | Pierre-Marie Launay    | FN                                    | 13 093  | 5,88   |         |        |    |       |  |  |  |  |
|                | Jean-Yves Callac (MGA) | REG (PB - AEI - MGA)                  | 9 731   | 4,37   |         |        |    |       |  |  |  |  |
|                | Régine Mary (FASE)     | Minoritaires du PCF - PG - FASE - DVG | 7 528   | 3,38   |         |        |    |       |  |  |  |  |
|                | Xavier Courtray (MPG)  | NPA - AdOC - MOC - MPG                | 6 477   | 2,91   |         |        |    |       |  |  |  |  |
|                | Patrick Joyeux         | Paysan FNSEA                          | 5 973   | 2,68   |         |        |    |       |  |  |  |  |
|                | Martial Collet         | LO                                    | 3 392   | 1,52   |         |        |    |       |  |  |  |  |
|                | Julien Petit           | SP                                    | 1 832   | 0,82   |         |        |    |       |  |  |  |  |
|                |                        |                                       |         |        |         |        |    |       |  |  |  |  |
| Inscrits       | Inscrits               | Inscrits                              | 446 256 | 100,00 | 446 308 | 100,00 |    |       |  |  |  |  |
| Abstention     | Abstention             | Abstention                            | 215 186 | 48,22  | 192 353 | 43,10  |    |       |  |  |  |  |
| Votants        | Votants                | Votants                               | 231 070 | 51,78  | 253 955 | 56,90  |    |       |  |  |  |  |
| Blancs et nuls | Blancs et nuls         | Blancs et nuls                        | 8 405   | 3,64   | 10 281  | 4,05   |    |       |  |  |  |  |
| Exprimés       | Exprimés               | Exprimés                              | 222 665 | 96,36  | 243 674 | 95,95  |    |       |  |  |  |  |

#### Finistère
|                | Marylise Lebranchu* (PS)    | PS - PCF - BE                         | 117 988 | 37,35  | 176 527 | 51,30  | 15 | 62,50 |  |  |  |  |
|                | Bernadette Malgorn (DVD)    | Majorité présidentielle               | 75 868  | 24,02  | 111 513 | 32,41  | 6  | 25,00 |  |  |  |  |
|                | Janick Moriceau (Les Verts) | EÉ (Les Verts - UDB - PRG)            | 35 356  | 11,19  | 56 068  | 16,29  | 3  | 12,50 |  |  |  |  |
|                | Christian Troadec (MGA)     | REG (PB - AEI - )                     | 21 540  | 6,82   |         |        |    |       |  |  |  |  |
|                | Marie-Anne Hass             | FN                                    | 17 264  | 5,47   |         |        |    |       |  |  |  |  |
|                | Isabelle Le Bal             | MoDem                                 | 11 417  | 3,61   |         |        |    |       |  |  |  |  |
|                | Charles Laot                | Paysan FNSEA                          | 10 832  | 3,43   |         |        |    |       |  |  |  |  |
|                | Véronique Blanchet (PCF)    | Minoritaires du PCF - PG - FASE - DVG | 10 712  | 3,39   |         |        |    |       |  |  |  |  |
|                | Laurence de Bouard (NPA)    | NPA - AdOC - MOC - MPG                | 7 993   | 2,53   |         |        |    |       |  |  |  |  |
|                | André Cherblanc             | LO                                    | 3 791   | 1,20   |         |        |    |       |  |  |  |  |
|                | Maëlle Mercier              | SP                                    | 3 115   | 0,99   |         |        |    |       |  |  |  |  |
|                |                             |                                       |         |        |         |        |    |       |  |  |  |  |
| Inscrits       | Inscrits                    | Inscrits                              | 668 745 | 100,00 | 668 781 | 100,00 |    |       |  |  |  |  |
| Abstention     | Abstention                  | Abstention                            | 343 855 | 51,42  | 313 335 | 46,85  |    |       |  |  |  |  |
| Votants        | Votants                     | Votants                               | 324 890 | 48,58  | 355 446 | 53,15  |    |       |  |  |  |  |
| Blancs et nuls | Blancs et nuls              | Blancs et nuls                        | 9 014   | 2,77   | 11 338  | 3,19   |    |       |  |  |  |  |
| Exprimés       | Exprimés                    | Exprimés                              | 315 876 | 97,23  | 344 108 | 96,81  |    |       |  |  |  |  |

#### Ille-et-Vilaine
|                | Sylvie Robert* (PS)      | PS - PCF - BE                         | 111 358 | 36,33  | 160 323 | 47,99  | 14 | 60,87 |  |  |  |  |
|                | Dominique de Legge (UMP) | Majorité présidentielle               | 76 782  | 25,05  | 109 105 | 32,66  | 5  | 21,74 |  |  |  |  |
|                | Guy Hascoët (Les Verts)  | EÉ (Les Verts - UDB - PRG)            | 44 493  | 14,52  | 64 682  | 19,36  | 4  | 17,39 |  |  |  |  |
|                | Cédric Abdilla           | FN                                    | 17 654  | 5,76   |         |        |    |       |  |  |  |  |
|                | Grégoire Le Blond        | MoDem                                 | 16 376  | 5,34   |         |        |    |       |  |  |  |  |
|                | Aurelien Lamercerie (PG) | Minoritaires du PCF - PG - FASE - DVG | 9 798   | 3,20   |         |        |    |       |  |  |  |  |
|                | Françoise Dubu (NPA)     | NPA - AdOC - MOC - MPG                | 7 964   | 2,60   |         |        |    |       |  |  |  |  |
|                | Emile Granville (PB)     | REG (PB - AEI - )                     | 6 951   | 2,27   |         |        |    |       |  |  |  |  |
|                | Christine Lairy          | Paysan FNSEA                          | 6 487   | 2,12   |         |        |    |       |  |  |  |  |
|                | André Cherblanc          | LO                                    | 5 613   | 1,83   |         |        |    |       |  |  |  |  |
|                | Alexandre Noury          | SP                                    | 3 043   | 0,99   |         |        |    |       |  |  |  |  |
|                |                          |                                       |         |        |         |        |    |       |  |  |  |  |
| Inscrits       | Inscrits                 | Inscrits                              | 676 105 | 100,00 | 676 098 | 100,00 |    |       |  |  |  |  |
| Abstention     | Abstention               | Abstention                            | 356 480 | 52,73  | 327 033 | 48,37  |    |       |  |  |  |  |
| Votants        | Votants                  | Votants                               | 319 625 | 47,27  | 349 065 | 51,63  |    |       |  |  |  |  |
| Blancs et nuls | Blancs et nuls           | Blancs et nuls                        | 13 106  | 4,10   | 14 955  | 4,28   |    |       |  |  |  |  |
| Exprimés       | Exprimés                 | Exprimés                              | 306 519 | 95,90  | 334 110 | 95,72  |    |       |  |  |  |  |

#### Morbihan
|                | Jean-Yves Le Drian* (PS)      | PS - PCF - BE                         | 94 982  | 37,47  | 134 507 | 49,42  | 12 | 63,16 |  |  |  |  |
|                | David Le Solliec (UMP)        | Majorité présidentielle               | 63 941  | 25,22  | 92 932  | 34,14  | 5  | 26,32 |  |  |  |  |
|                | Anne-Marie Boudou (Les Verts) | EÉ (Les Verts - UDB - PRG)            | 28 646  | 11,30  | 44 758  | 16,44  | 2  | 10,52 |  |  |  |  |
|                | Jean-Paul-William Félix       | FN                                    | 19 859  | 7,83   |         |        |    |       |  |  |  |  |
|                | Annick Monot (GU)             | Minoritaires du PCF - PG - FASE - DVG | 10 521  | 4,15   |         |        |    |       |  |  |  |  |
|                | Fabrice Loher                 | MoDem                                 | 10 305  | 4,07   |         |        |    |       |  |  |  |  |
|                | Christian Derrien (MGA)       | REG (PB - AEI - MGA)                  | 8 886   | 3,51   |         |        |    |       |  |  |  |  |
|                | Yannick Le Borgne             | Paysan FNSEA                          | 5 737   | 2,26   |         |        |    |       |  |  |  |  |
|                | Jean-Marie Robert (MOC)       | NPA - AdOC - MOC - MPG                | 4 967   | 1,96   |         |        |    |       |  |  |  |  |
|                | Cyril Le Bail                 | LO                                    | 3 333   | 1,31   |         |        |    |       |  |  |  |  |
|                | Anna Morvant                  | SP                                    | 2 316   | 0,91   |         |        |    |       |  |  |  |  |
|                |                               |                                       |         |        |         |        |    |       |  |  |  |  |
| Inscrits       | Inscrits                      | Inscrits                              | 541 788 | 100,00 | 541 868 | 100,00 |    |       |  |  |  |  |
| Abstention     | Abstention                    | Abstention                            | 278 325 | 51,37  | 257 347 | 47,49  |    |       |  |  |  |  |
| Votants        | Votants                       | Votants                               | 263 463 | 48,63  | 284 521 | 52,51  |    |       |  |  |  |  |
| Blancs et nuls | Blancs et nuls                | Blancs et nuls                        | 9 970   | 3,78   | 12 324  | 4,33   |    |       |  |  |  |  |
| Exprimés       | Exprimés                      | Exprimés                              | 253 493 | 96,22  | 272 197 | 95,67  |    |       |  |  |  |  |